# Каннабиноидный артериит
Каннабиноидный артериит (в литературе также встречается наименование «каннабис-ассоциированный артериит») — заболевание, возникающее на фоне употребления каннабиса и характеризующееся невоспалительным тромбозом периферических артерий, ведущее к ишемии и в дальнейшем к некрозу тканей.   
Каннабиноидный артериит встречается крайне редко. Впервые заболевание было диагностировано в 1960 году. Всего с 1960 по 2022 год в мире зарегистрировано 55 случаев каннабиноидного артериита,поэтому он всё ещё остается «диагнозом исключения».

## Этиопатогенез
Установлено, что этиологическим фактором развития каннабиноидного артериита является употребление каннабиса. При этом заболевание развивается одинаково как у лиц, интенсивно и длительно употребляющих каннабис, так и у тех, кто употребляет его реже и в меньших количествах.
Ведущим звеном патогенеза является вазоконстрикторное воздействие тетрагидроканнабиола (Δ9-THC).

## Клиническая картина
Заболевание проявляется ишемией дистальных отделов конечностей, венозными тромбозами, феноменом Рейно, отсутствием пульсации артерий на периферии и, наконец, восходящим некрозом. За несколько дней или недель до начала некроза пациенты отмечали посинение пальцев руки или ноги, а далее предъявляли жалобы на нестерпимую боль в области пораженных тканей, хромоту.

## Диагностика
Для диагностики каннабиоидного артериита помимо сбора анамнеза и физикальных методов обследования применяются токсикологические исследования крови, мочи и волос(подтверждают наличие каннабиноидов и их метаболитов в средах организма). Выявить поражения сосудов позволяет артериография конечностей. Она даёт возможность обнаружить окклюзии различных участков артерий. Для исключения всех прочих патологий проводится биохимическое и иммунологическое исследование крови.

## Дифференциальная диагностика
Каннабиноидный артериит следует дифференциировать с болезнью Бюргера (хотя некоторые авторы считают каннабиноидный артериит одной из форм течения данного заболевания). Главным отличием каннабиноидного артериита от болезни Бюргера является отсутствие воспаления сосудистой стенки в большинстве случаев. В литературе описан единственный случай каннабиноидного артериита, сопровождавшийся умеренным воспалением артериальной медии.
Помимо этого следует также исключать облитерирующий эндартериит, диабетическую ангиопатию и аутоиммунные заболевания.

## Лечение
Решающее значение при лечении данного заболевания имеет отказ пациента от дальнейшего употребления каннабиса.
Консервативное лечение каннабиноидного артериита включает в себя применение простагландинов, антикоагулянтов, антиагрегантов, анальгетиков, антибиотиков. Возможна также гипербарическая оксигенация. Такое лечение позволяет остановить прогрессирование некроза, однако восстановить поврежденные ткани не удается.
Хирургическое лечение подразумевает ампутацию некротизированных тканей.